# Люксембурзький франк
Люксембурзький франк (фр. franc Luxembourgeois, нім. Luxemburger Franken, люксемб. Lëtzebuerger Frang) валюта Люксембургу з 1854 по 1941 і з 1944 по 1999 рік. Залишався в обігу до 2002 року, був замінений євро за курсом 40,3399 франка за одне євро. Поділявся на 100 сантимів.

## Історія
Загарбання більшої частини Західної Європи революційною, а згодом наполеонівською Францією, збільшило територію обігу французького франка. 9 червня 1815 року Віденський конгрес утворив Велике герцогство Люксембург і передав його управління на правах особистої унії королю Нідерландів, валютою Люксембургу став нідерландський гульден.
1830 року Бельгія за підтримки Люксембургу здобула незалежність від Королівства Нідерланди, і 1832 року запровадила власний франк, еквівалентний французькому.
1839 року Люксембург розділився: західні валлонські регіони відійшли до Бельгії (сучасна провінція Люксембург), а решта території залишилася під владою Нідерландів. Герцогство отримало право самоврядування. Валютою Люксембургу став бельгійський франк.
1842 року Люксембург увійшов до німецького митного союзу і запровадив в обіг прусський талер.
1848 року в обіг повернувся бельгійський франк.
1850 року Швейцарія запровадила власний франк, рівний французькому.
1854 року Люксембург почав карбувати власні франки, які були в обігу нарівні з бельгійськими у співвідношенні 1:1.
1862 року об'єднана Італія запровадила ліру, рівну французькому франку.
1865 року Франція, Бельгія з Люксембургом, Швейцарія та Італія створили Латинський монетний союз (1868 року до них приєдналась Греція): кожна з них мала забезпечити національну грошову одиницю (франк, ліру, драхму) 4,5 г срібла або 290,322 мг щирого золота, для вільної конвертації у співвідношенні 1:1.
9 вересня 1867 року Люксембург офіційно проголошено суверенною державою.
У 1870-ті роки вартість золота зафіксовано золотим стандартом, який проіснував до 1914 року.
1919 року після звільнення від німецької окупації Люксембург вийшов з німецького торговельного союзу.
1921 року Бельгія і Люксембург уклали договір про економічний союз, яким запроваджувався обіг бельгійських банкнот на території Люксембургу.
1926 року Бельгія вийшла з Латинського валютного союзу, а сам союз розпався в кінці року.
Валютний союз Бельгії і Люксембургу від 1921 року залишався в силі і став основою для Бельгійсько-Люксембурзького економічного союзу, створеного 1932 року.
1935 року бельгійський франк девальвовано на 28% до 150,632 мг щирого золота, тому співвідношення між люксембурзьким і бельгійським франками змінилось і 1 люксембурзький франк став коштувати 1 ¼ бельгійських франків.
В травні 1940 року почалась німецька окупація і люксембурзький франк прив'язали до рейхсмарки за курсом 4 франки = 1 рейхсмарка. В липні 1940 року курс було змінено і 10 франків = 1 рейхсмарці. 26 серпня 1940 року рейхсмарку оголосили законним платіжним засобом в Люксембурзі, 20 січня 1941 року рейхсмарка стала єдиним законним платіжним засобом, а франк було вилучено.
1944 року після звільнення Люксембургу було повернуто люксембурзький франк.
1948 року до Бельгійсько-Люксембурзького економічного союзу приєднались Нідерланди, утворивши Бенілюкс.
Разом з десятьма іншими європейськими валютами 1 січня 1999 року люксембурзький франк було замінено на євро в безготівкових розрахунках, а з 1 січня 2002 року в готівковому обігу за курсом 40,3399 франка за один євро.
Старі монети і банкноти припинили обіг 28 лютого 2002 року.